# Baratili San Pietro
Baratili San Pietro (sardinsky: Boàtiri) je italská obec (comune) v provincii Oristano v regionu Sardinie. Nachází se ve výšce 11 metrů nad mořem a má přibližně 1 200 obyvatel. Rozloha obce je 6,10 km².